# Duncan Cameron (Rennfahrer)

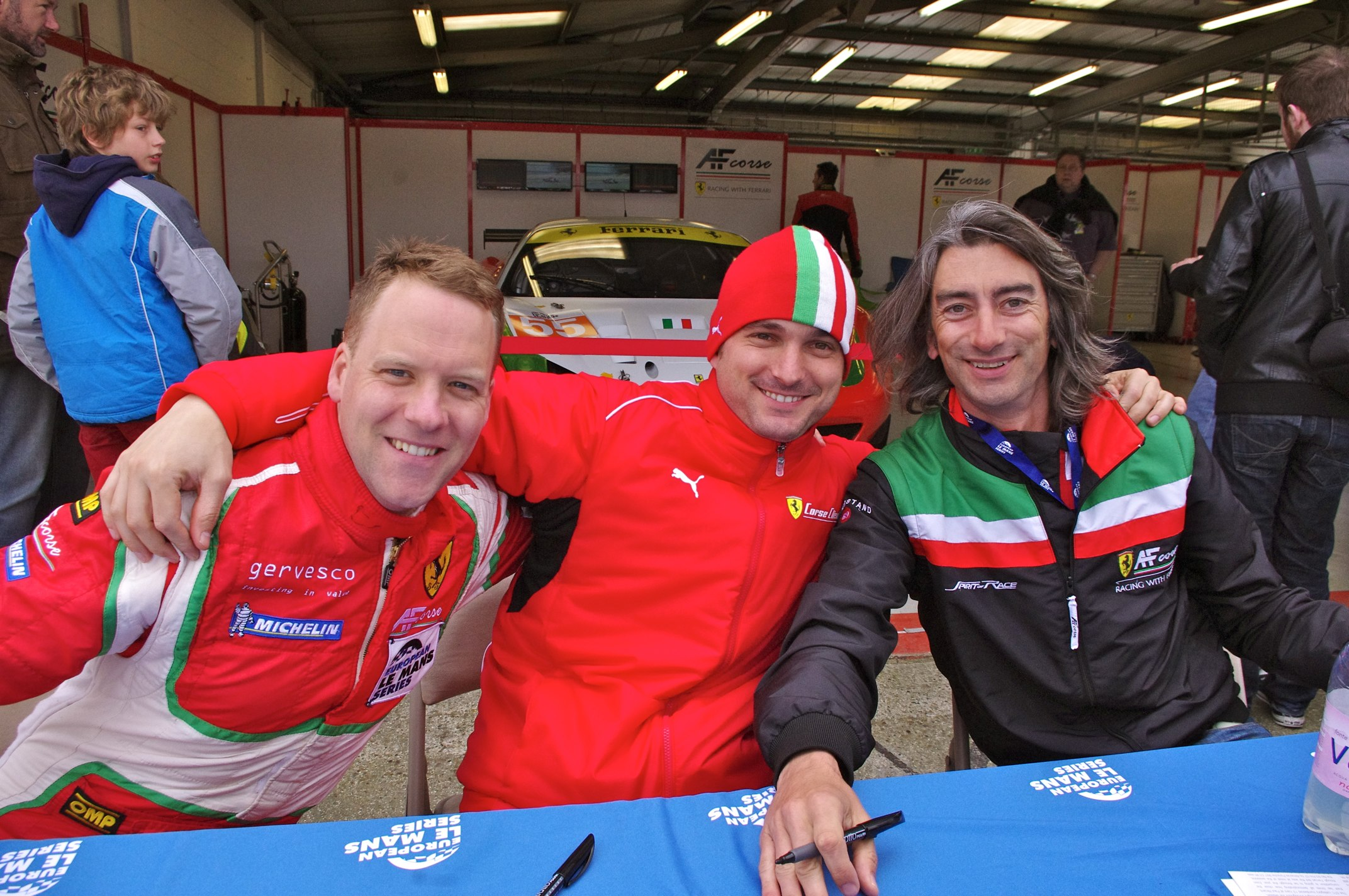
Duncan Cameron (Mitte) 2014

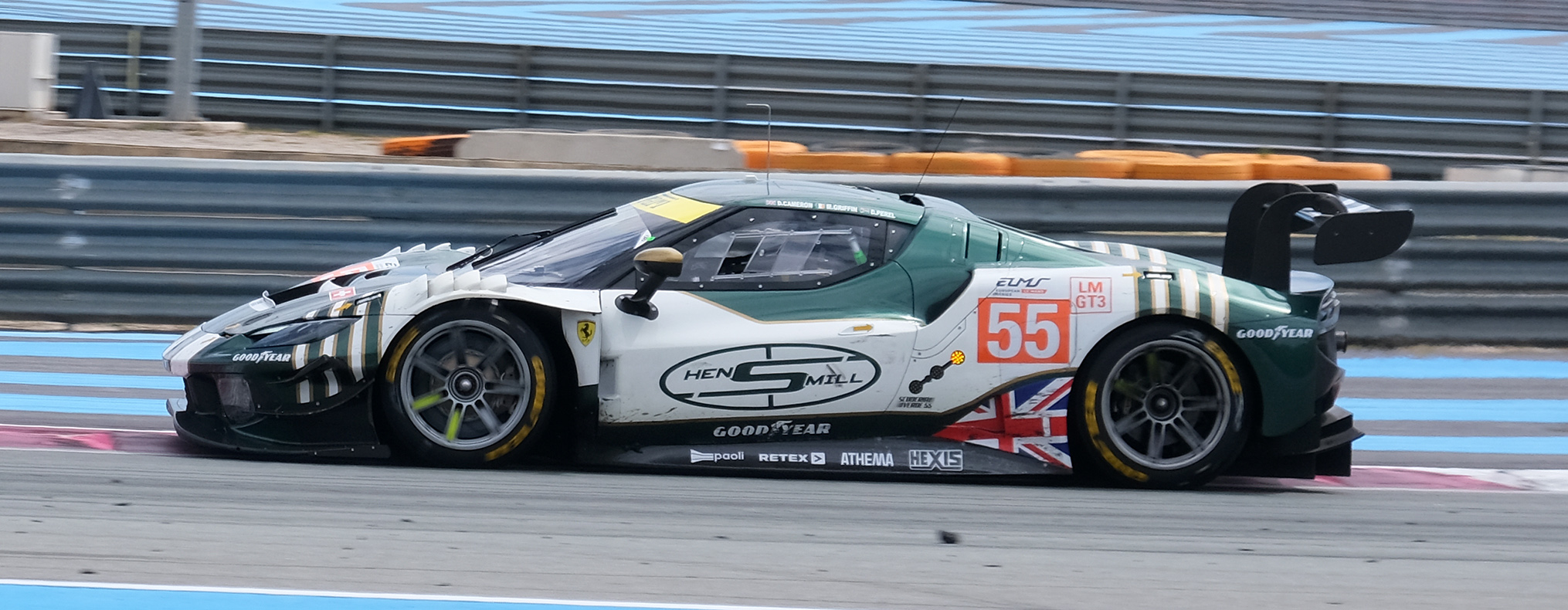
Der von Duncan Cameron beim 4-Stunden-Rennen von Le Castellet 2024 gefahrene Ferrari 296 GT3

Duncan Russel Cameron (* 26. August 1971 in Liverpool) ist ein britischer Autorennfahrer.

## Karriere als Rennfahrer
Duncan Cameron war ab 2008 in der britischen GT-Meisterschaft aktiv, wo er 2010 auf einem Ferrari 430 Scuderia GT3 Gesamtdritter in der GT3-Klasse wurde. Als Werksfahrer von AF Corse startete er ab 2013 ausschließlich mit den GT-Rennwagen der Marke Ferrari.
Die Zusammenarbeit mit dem italienischen Rennstall entwickelte sich erfolgreich. 2013 wurde er Gesamtzweiter in der spanischen GT-Meisterschaft und Dritter der International GT Open. Weitere Erfolge gelangen ihm mit dem dritten Endrang in der GTE-Klasse der European Le Mans Series 2015 und Gesamtsiegen in der Blancpain Endurance Series.
Ab 2014 ging er viermal beim 24-Stunden-Rennen von Le Mans an den Start. Beste Platzierung war der 28. Gesamtrang 2017. Mit dem Ablauf der Rennsaison 2024 hatte Duncan Cameron sechs Gesamt- und 15 Klassensiege eingefahren.

## Statistik

### Le-Mans-Ergebnisse
| Jahr | Team           | Fahrzeug               | Teamkollege  | Teamkollege   | Platzierung | Ausfallgrund  |
| ---- | -------------- | ---------------------- | ------------ | ------------- | ----------- | ------------- |
| 2015 | AF Corse       | Ferrari 458 Italia GT2 | Matt Griffin | Alex Mortimer | Ausfall     | Defekt        |
| 2016 | AF Corse       | Ferrari 458 Italia GT2 | Matt Griffin | Aaron Scott   | Rang 43     |               |
| 2017 | Spirit of Race | Ferrari 488 GTE        | Marco Cioci  | Aaron Scott   | Rang 28     |               |
| 2020 | Spirit of Race | Ferrari 488 GTE Evo    | Matt Griffin | Aaron Scott   | Ausfall     | Reifenschaden |
| 2021 | Spirit of Race | Ferrari 488 GTE Evo    | Matt Griffin | David Perel   | Ausfall     | Unfall        |
| 2022 | Spirit of Race | Ferrari 488 GTE Evo    | Matt Griffin | David Perel   | Rang 43     |               |

### Einzelergebnisse in der FIA-Langstrecken-Weltmeisterschaft
| Saison  | Team           | Rennwagen          | 1   | 2   | 3   | 4   | 5   | 6   | 7   | 8   | 9   |
| ------- | -------------- | ------------------ | --- | --- | --- | --- | --- | --- | --- | --- | --- |
| 2015    | AF Corse       | Ferrari 458 Italia | SIL | SPA | LEM | NÜR | AUS | FUJ | SHA | BAH |     |
| 2015    | AF Corse       | Ferrari 458 Italia |     | DNF | DNF |     |     |     |     |     |     |
| 2016    | AF Corse       | Ferrari 458 Italia | SIL | SPA | LEM | NÜR | MEX | AUS | FUJ | SHA | BAH |
| 2016    | AF Corse       | Ferrari 458 Italia | 43  |     |     |     |     |     |     |     |     |
| 2017    | Spirit of Race | Ferrari 488 GTE    | SIL | SPA | LEM | NÜR | MEX | AUS | FUJ | SHA | BAH |
| 2017    | Spirit of Race | Ferrari 488 GTE    | 28  |     |     |     |     |     |     |     |     |
| 2019/20 | Spirit of Race | Ferrari 488 GTE    | SIL | FUJ | SHA | BAH | AUS | SPA | LEM | BAH |     |
| 2019/20 | Spirit of Race | Ferrari 488 GTE    |     |     |     | DNF |     |     |     |     |     |
| 2021    | Spirit of Race | Ferrari 488 GTE    | SPA | POR | MON | LEM | BAH | BAH |     |     |     |
| 2021    | Spirit of Race | Ferrari 488 GTE    | DNF |     |     |     |     |     |     |     |     |
| 2022    | Spirit of Race | Ferrari 488 GTE    | SEB | SPA | LEM | MON | FUJ | BAH |     |     |     |
| 2022    | Spirit of Race | Ferrari 488 GTE    | 43  |     |     |     |     |     |     |     |     |